# Alexander Stevens
Alexander Stevens (Kilmarnock, 11 gennaio 1886 – Arncroach, 20 dicembre 1965) è stato un geologo ed esploratore britannico.
Diplomato Master of Arts presso l'Università di Glasgow nel 1907, insegnò per un breve periodo a Stornoway prima di tornare a Glasgow dove si laureò con lode in geologia nel 1913, lavorò come assistente in università e si unì alla Imperial Trans-Antarctic Expedition del 1914-1917 guidata da Ernest Henry Shackleton come capo dello staff scientifico del gruppo di uomini del mare di Ross (il cosiddetto Ross Sea Party).
Durante la spedizione Endurance una tempesta ruppe gli ormeggi dell'Aurora lasciando Stevens con altri nove compagni isolati sul continente antartico. Decisi comunque a portare a termine la loro missione di costruire alcuni depositi di provviste per Shackleton che credevano in arrivo dall'altro lato del continente, tre dei dieci esploratori trovarono la morte sul continente.
Al rientro Stevens si arruolò nei Royal Engineers durante le fasi finali della prima guerra mondiale, nel 1920 visitò le isole Svalbard accompagnando una spedizione alla ricerca di giacimenti di carbone. Rientrato all'università di Glasgow fu direttore del dipartimento di geografia e nel 1947 divenne ordinario di geografia.